# Branquinha
Branquinha är en kommun i Brasilien.   Den ligger i delstaten Alagoas, i den östra delen av landet, 1 500 km nordost om huvudstaden Brasília. Antalet invånare är 10 586.
Omgivningarna runt Branquinha är en mosaik av jordbruksmark och naturlig växtlighet. Runt Branquinha är det ganska tätbefolkat, med 60 invånare per kvadratkilometer.